# Сигнальщик (тральщик)
«Сигнальщик» (б/н 905) — морський тральщик проєкту 266М (шифр «Аквамарин», англ. Natya class за класифікацією НАТО). Перший корабель на Чорному морі, який у 1992 році підняв український державний прапор.

## Особливості проєкту
Проєкт 266М — модернізація тральщиків проєкту 266 — спеціалізованих кораблів, призначених для виконання завдань протимінної оборони загонів бойових кораблів, конвоїв, окремих кораблів і суден в морській і ближній океанській зонах шляхом пошуку та виявлення морських якірних і донних мін, їх тралення та знищення. Крім того, ці кораблі були пристосовані для постановки активних і оборонних мінних загороджень.
У результаті експлуатації тральщиків 266-го проєкту було виявлено низку недоліків у порівнянні з аналогічними кораблями іноземного виробництва, зокрема, відсутність засобів гідроакустичного пошуку донних мін, недостатні морехідні якості. Водночас в 1960-х роках з'явилися нові зразки корабельного озброєння і спеціального обладнання — виникла потреба в модернізації проєкту.
У 1965 році тактико-технічне завдання на розробку проєкту тральщиків 266М отримало Західне проєктно-конструкторське бюро. Новий проєкт відрізнявся від попередника досконалішим протимінним озброєнням: замість електромагнітного трала він був оснащений глибоководним тралом з апаратурою управління, тралом для знищення активних мін, буксируємим телевізійним і комплексним шукачами мін, гідроакустичною станцією «Мєзєнь», яка забезпечує виявлення донних мін. Облаштування в кормовій частині корабля сліпу забезпечило механізацію постановки і вибірки тралів. Використання сучасних маломагнітних матеріалів корпусу, сучасних на той час конструктивних рішень при проєктуванні рушійної установки дозволили знизити до мінімуму власні акустичні поля корабля. Крім того, на нових тральщиках встановлювалися засоби ПЧО — дві РБУ-1200.
Морські тральщики проєкту 266М будувалися Середньоневським і Хабаровським суднобудівними заводами в 1970—1978 роках. Усього було побудовано 31 корабель даного типу.

## Служба
Корабель входив в склад 68-ї бригади охорони водного району Кримської військово-морської бази. За час служби здійснив декілька виходів в Атлантичний океан. До 1991 року командиром тральщика був капітан-лейтенант Ігор Тенюх, однак за свої політичні погляди останній був відсторонений від посади командира корабля.
28 червня 1992 р., екіпаж тральщика під командуванням капітана 3 рангу Теймура Сулейманова, протестуючи проти складання присяги на вірність СНД, присягнув замість цього українському народові і першим на флоті підняв прапор України.
Однак на наступний день під тиском командування бригади, екіпаж був змушений його спустити. Команда тральщика була спішно розформована. Більша її частина потім перейшла на службу ВМС України на кораблі «Славутич» та «Гетьман Сагайдачний».
Подія отримала широкий розголос — тоді вперше з часів української революції 1917—1918 рр. над Чорним морем знову з'явився жовто-синій прапор.
Надалі тральщик був номінально зарахований в український флот, але корабель Україні не передавався. В 1994 році виведений зі складу флоту, а в 1995 був розрізаний на метал в Інкермані.

## Події 28 червня 1992 року
28 червня 1992 року, о 8 годині ранку, більша частина екіпажу морського тральщика «Сигнальщик», не бажаючи присягати СНД, присягнула Україні.
З офіцерів корабля лише старший помічник командира капітан-лейтенант Коваленко відмовився брати участь в ритуалі, хоча сказав, що подумки з екіпажем. Командир корабля відпустив його додому. Крім того, два матроси, які були покликані на службу з Москви і звільнялися восени того року, заявили, що хочуть дослужити на кораблі, але їм немає сенсу складати українську присягу, хоча вони і підтримують рішення свого екіпажу.
О 9 годині екіпаж тральщика вишикувався в парадній формі на підйом прапора. Під звуки Державного гімну України на щоглі корабля урочисто злетів жовто-блакитний прапор.
Розуміючи, яку реакцію могли викликати ці дії, перед цим Сулейманов наказав виставити біля прапора озброєну охорону.

Я знав, які дії можуть бути прийняті командуванням проти нас, — згадує колишній командир корабля капітан 1 рангу Теймур Сулейманов, — тому поставив на охороні Державного прапора мічманів А. Накалюжного і Л. Рябового. Була посилена охорона корабля, я заборонив доступ сторонніх осіб на борт

Дізнавшись про те, що сталося, того ж дня на корабель прибув командир дивізіону, капітан 2 рангу Михайло Спалек. Побоюючись озброєного конфлікту, він намагався домовитися з командою тральщика. Там він перебував цілу ніч. Знаючи, що незабаром для з'ясування обставин на корабель прибудуть військові, він викликав машину, яка відвезла Т. Сулейманова додому.

Він заявив, що не може спати, тому що в сейфі в моїй каюті пістолети і вибухові патрони, — розповідає капітан 1 рангу Теймур Сулейманов. — Потім він викликав машину, яка відвезла мене додому.

29 червня 1992 р. на борт «Сигнальщика», який таким чином залишився без свого командира, прибув командир бригади, який зажадав зняти прапор України, згідно зі спогадами він навіть намагався самостійно зірвати його з щогли корабля, але мічмани Накалюжний і Рябовой не дозволили йому цього зробити, мотивуючи свої дії тим, що мають на те наказ командира корабля.
А в цей час командира «Сигнальщика» Сулейманова відвезли на екстрене засідання військової ради флоту. Там над офіцерами бунтівного корабля було вчинено жорстоку розправу.

Я вперше побачив стільки адміралів і генералів, — говорить капітан 1 рангу Теймур Сулейманов. — Мені зачитали наказ командуючого ЧФ про зняття з посади командира корабля і зняття з посади мого заступника по виховній роботі капітан-лейтенанта Володимира Лещенко.

Повернувшись на корабель, Т. Сулейманов був вимушений здати командирові дивізіону корабельні документи, медикаменти, зброю і боєприпаси, які перебували в його каюті. Сулейманов наказав спустити з щогли Державний прапор України, підкоряючись наказу командувача ЧФ. Потім він узяв спущений прапор, акуратно склав його, і зійшов на берег. Через декілька днів офіцерів і мічманів тральщика «Сигнальник» почали знімати з посад або перекладати на інші кораблі.
Коли ж до Севастополя для з'ясування обставин прибула організаційна група Військово-морських Сил України, то вона не була допущена на територію частини, в розташуванні якої перебував корабель. Проте, 1 липня вийшов наказ міністра оборони України за № 112, про внесення морського тральщика до корабельного складу ВМС України, однак екіпаж «Сигнальника» в цей час вже був розформований, а на корабель командування ЧФ переклало іншу, благонадійну команду.
Велика частина старої команди тральщика прийшла до організаційної групи Військово-морських Сил України, де вони були зараховані на українську службу. Частина людей увійшла до складу екіпажу фрегата «Гетьман Сагайдачний», що готувався до спуску на воду.
Тральщик, не зважаючи на наказ міністра оборони Україні переданий так і не був, а в 1994 р. він був виведений із складу флоту.

## Наслідки
Сміливий вчинок тральщика «Сигнальник» увійшов до історії ВМС України як приклад великого і чесного бажання українців служити своїй Батьківщині. Подія не залишилася непоміченою — вже 21 липня із Севастополя у напрямі Одеси під українським прапором вийшов СКР-112.